# تیمبرلیک (کارولینای شمالی)
تیمبرلیک (به انگلیسی: Timberlake) یک منطقهٔ مسکونی در ایالات متحده آمریکا است که در شهرستان پرسون، کارولینای شمالی واقع شده‌است.